# Altenriet
Altenriet település Németországban, azon belül Baden-Württembergben. Lakosainak száma 1998 fő (2023. december 31.).

## Népesség
A település népessége az elmúlt években az alábbi módon változott:
| Lakosok száma | 719  | 844  | 1094 | 1359 | 1445 | 1495 | 1751 | 1877 | 1895 | 1998 |
|               | 1961 | 1967 | 1974 | 1980 | 1987 | 1993 | 2000 | 2006 | 2013 | 2023 |